# Tobias Höglinger
Tobias Höglinger (* 13. Dezember 1973 in Haslach an der Mühl) ist ein österreichischer Politiker (SPÖ). Er ist seit dem 23. Oktober 2021 Abgeordneter zum oberösterreichischen Landtag.

## Leben

### Ausbildung und Beruf
Höglinger besuchte von 1980 bis 1984 die Volksschule in Oepping, danach wechselte er auf das Gymnasium nach Rohrbach, wo er 1993 maturierte. Darauffolgend studierte er Rechtswissenschaften an der Johannes Kepler Universität Linz, welches er 2001 mit dem Mag. iur. abschloss. Während seines Studiums war er von 1999 bis 2001 als Trainer in der Erwachsenenbildung tätig, nach dem Abschluss von diesem absolvierte er zunächst den Zivildienst, anschließend war er von 2002 bis 2004 "Leiter Recht und Personal" bei der Partner Bank AG. Von 2004 bis Juni 2021 war er "Bereichsleiter im Ressort Mitarbeiter" bei dm.

### Privates
Höglinger befindet sich in einer Lebensgemeinschaft und hat eine Tochter.

## Politik
Während seines Studiums war Höglinger von 1995 bis 2000 als Studierendenvertreter für die Unabhängigen Fachschaftslisten tätig. Von Oktober 2015 bis September 2019 war er Ersatzgemeinderat der SPÖ in Leonding, seit September 2019 ist er dort Gemeinderat. Im Jänner 2020 wurde er Fraktionsobmann seiner Partei im Gemeinderat, im September 2020 Bezirksvorsitzender der SPÖ Linz-Land. Seit November 2021 ist er zudem Mitglied im Landesparteivorstand der SPÖ Oberösterreich.
Bei der oberösterreichischen Landtagswahl 2021 war Höglinger Spitzenkandidat der SPÖ im Bezirk Linz-Land, er zog in den Landtag ein und trat am 23. Oktober 2021 dort sein Mandat an. Im Landtag ist er Sprecher seiner Fraktion für Gemeinden und Verkehr. Außerdem ist er Mitglied im Immunitäts- und Unvereinbarkeitsausschuss, im Ausschuss für Finanzen und Kommunales sowie im Ausschuss für Infrastruktur.